# Mesosa andrewsi
Mesosa andrewsi är en skalbaggsart som beskrevs av J. Linsley Gressitt 1942. Mesosa andrewsi ingår i släktet Mesosa och familjen långhorningar.
Artens utbredningsområde är Tibet. Inga underarter finns listade i Catalogue of Life.